# 足利高基
足利高基（あしかが たかもと，1485年—1535年11月3日），战国时代武将。第三代古河公方（1512年至1535年在位）。足利政氏的长男。母亲不详。妻子是宇都宮成纲女儿・瑞云院。

## 生平
明应4年（1495年）元服，从室町幕府第11代将军・足利义高（后来的义澄）处领受偏讳，取名「高氏」（たかうじ）。因为同初代将军足利尊氏的初名相同，就从初代镰仓公方・足利基氏（尊氏之子）中取了一字，改名「高基」。
因为上杉氏的计谋，跟父亲逐渐对立（永正之乱）。曾经一度栖身于宇都宮氏的宇都宮成纲处（借着高基和政氏权利斗争的混乱，高基之弟・足利义明谋反独立，成为小弓公方）。
岳父・宇都宮成纲企图以拥立高基为政治资本。因此在以成纲为中心的高基方（宇都宮成纲、結城政朝、小田政治等人）的支持下，永正9年（1512年）继任古河公方，与扇谷上杉家和山内上杉家对抗，努力扩大势力。永正13年（1516年）的绳钓之战中，宇都宮成纲击败政氏方的佐竹义舜，高基成为名副其实的古河公方。之后同山内上杉家和解，把次男・晴直（上杉宪宽）送去为养子。宇都宮成纲死后同他的嫡子忠纲也保持了良好的关系，这可以从高基写给忠纲的信件中得以确认。晩年同嫡男・晴氏也产生了对立（关东享禄内乱）。

## 授予偏讳的人物
- 足利基赖（もとより）高基之弟。 天文7年（1538年）的第一次国府台合战中同侄子义纯（足利义明之子）一同战死。义明也随后战死。。
- 大関高増（大田原资清之子）
- 小山高朝（结城政朝之子）
- 那须高资
- 二阶堂高盛（たかもり）家臣二阶堂氏一族
- 簗田高助（家臣）
- 簗田基良（もとよし）高助之弟
- 簗田基助（もとすけ）高助・基良的从兄弟）